# Supercoppa italiana 1997 (calcio femminile)
La Supercoppa italiana 1997 è stata la prima edizione della competizione.
La sfida si è disputata sabato 20 settembre 1997 allo Stadio Belvedere di Bardolino, ed ha visto contrapporsi il Modena, vincitore della Serie A 1996-1997, e l'Agliana, vincitrice della Coppa Italia 1996-1997.

## La gara

Carolina Morace riceve da Natalina Ceraso Levati la prima Supercoppa

Dopo una partita equilibrata, il Modena ha sbloccato il risultato al 75' con Maria Ilaria Pasqui, ma l'Agliana ha trovato il pareggio tre minuti dopo con Silvia Fiorini. Anche nei tempi supplementari l'equilibrio è prevalso, fino al minuto 110 quando la stessa Fiorini è stata espulsa per proteste. Nei dieci minuti conclusivi, con l'Agliana in dieci, il Modena ha poi dilagato con le reti ancora di Pasqui, poi di Carolina Morace ed un'autorete di Silvia Nannini. La prima edizione della Supercoppa va così alle emiliane.

## Tabellino
| Arbitro: | Morello (Ragusa) |

|                                                  |           |             |
| Pasqui 75’, 111’ Morace 114’ Nannini 118’ (aut.) | Marcatori | 78’ Fiorini |

| Modena | Agliana |

### Formazioni
| Modena            |    |                     |     |
|                   |    |                     |     |
| P                 | 1  | Stefania Antonini   |     |
| D                 | 2  | Donatella Principe  |     |
| D                 | 3  | Ilenia Nicoli       |     |
| D                 | 4  | Milena Bertolini    |     |
| D                 | 5  | Federica D'Astolfo  |     |
| C                 | 6  | Anna Duò            | 85’ |
| C                 | 7  | Manuela Tesse       |     |
| C                 | 8  | Katia Serra         | 70’ |
| C                 | 9  | Carolina Morace     |     |
| A                 | 10 | Florinda Ciardi     |     |
| A                 | 11 | Patrizia Panico     |     |
| A disposizione:   |    |                     |     |
| C                 |    | Cristina Cassanelli | 85’ |
| D                 |    | Maria Ilaria Pasqui | 70’ |
| C                 |    | Jill Rutten         |     |
| Allenatore:       |    |                     |     |
| Maurizio Berselli |    |                     |     |

| Agliana         |    |                      |     |
|                 |    |                      |     |
| P               | 1  | Elisa Forlucci       |     |
| D               | 2  | Marina Mickaelles    | 20’ |
| D               | 3  | Tiziana Carta        |     |
| D               | 4  | Emma Iozzelli        |     |
| D               | 5  | Silvia Nannini       |     |
| C               | 6  | Francesca Ferrari    |     |
| C               | 7  | Monica Colombino     |     |
| C               | 8  | Caterina Di Costanzo |     |
| C               | 9  | Ilaria Pizzichi      | 90’ |
| A               | 10 | Silvia Fiorini       |     |
| A               | 11 | Romina Plini         |     |
| A disposizione: |    |                      |     |
| D               |    | Francesca Tognozzi   | 20’ |
| A               |    | Lucia Lindura        | 90’ |
| Allenatore:     |    |                      |     |
| Dino Rafanelli  |    |                      |     |